# Twilight, Pennsylvania
Twilight är en ort i Washington County i delstaten Pennsylvania. Vid 2010 års folkräkning hade Twilight 233 invånare.